# Lacub
Lacub (Bayan ng Lacub, Abra) är en kommun i Filippinerna. Kommunen ligger på ön Luzon, och tillhör provinsen Abra. Folkmängden uppgår till 3 050 invånare.
Lacub är indelat i 6 barangayer.